# Vase de fleurs (Van Huysum)
Vase de Fleurs est une peinture de l'artiste néerlandais Jan van Huysum. La peinture est une nature morte qui représente des fleurs dans un vase posé sur une console.

## Histoire et vol

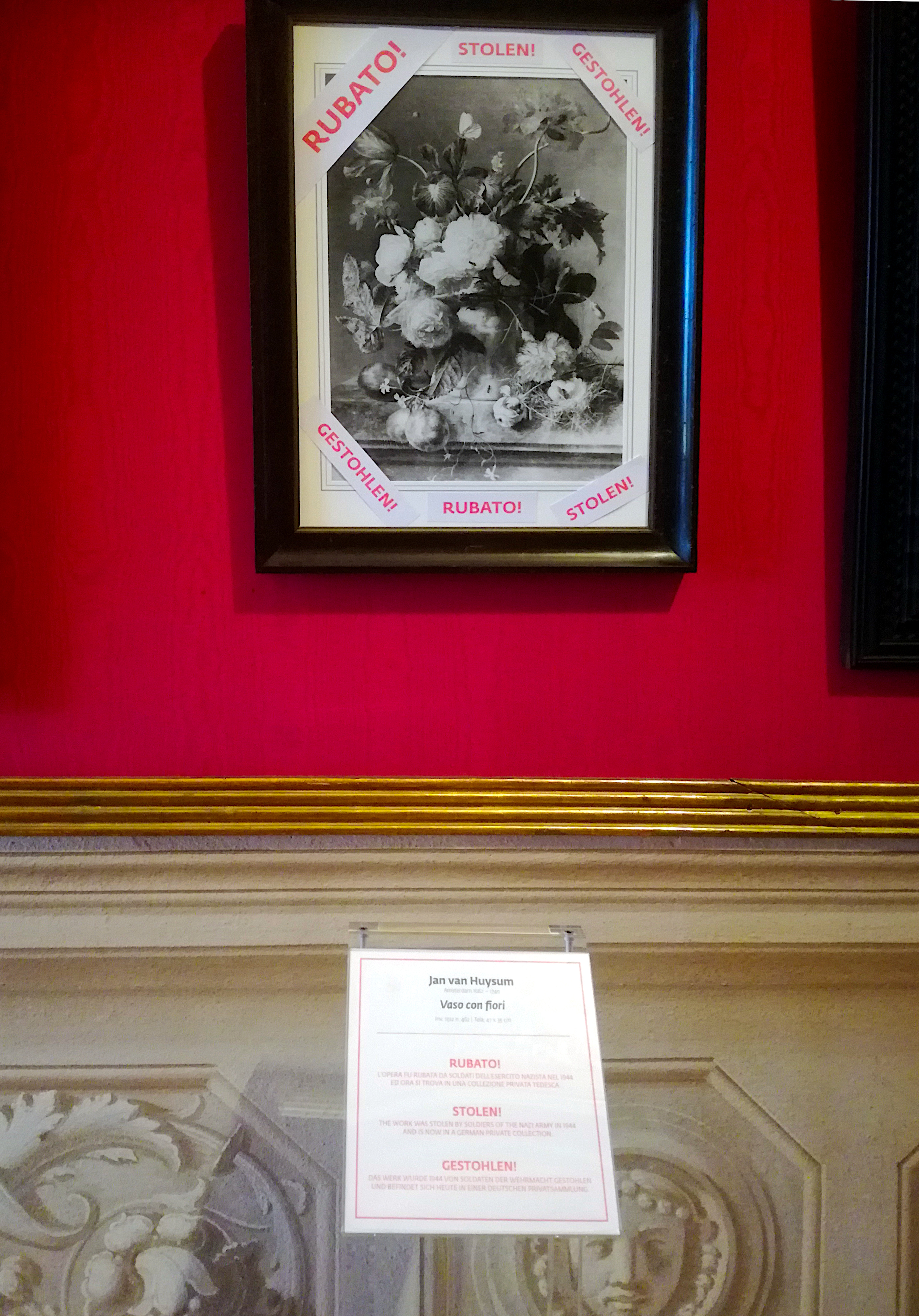
Remplacement d'une nature morte volée lors du pillage nazi de 1943 dans la Galleria Palatina du Palazzo Pitti à Florence.

Le tableau avait été acheté par Léopold II, grand-duc de Toscane pour sa collection en 1824. L'œuvre faisait partie de la collection galerie des Offices à Florence jusqu'à son vol par la Wehrmacht en 1943, à la suite de l'invasion de l'Italie en 1943. L'œuvre était depuis en la possession d'une famille allemande, qui a essayé de la vendre à la galerie par des intermédiaires. Eike Schmidt, le directeur allemand de la galerie des Offices, a lancé un appel en faveur de la restitution du tableau en janvier 2019 et a accroché à sa place dans la galerie une reproduction du tableau avec le mot « volé » en italien, allemand et anglais. Schmidt a déclaré que « ... à cause de cette affaire ... les blessures de la Seconde Guerre mondiale et de la terreur nazie ne sont toujours pas guéries... pour l'Allemagne, il existe toujours un devoir moral de rendre cette œuvre à notre musée : et j’espère que l’État allemand pourra le faire le plus rapidement possible, en même temps que toutes les œuvres d’art pillées par l’armée nazie ».

## Restitution à la galerie des Offices
Le 19 juillet 2019, le tableau a été officiellement restitué à la galerie des Offices. Le ministre allemand des Affaires étrangères Heiko Maas a personnellement remis la toile à son homologue italien Enzo Moavero Milanesi à Florence. Étant donné que le cas de vol aurait été prescrit par la loi allemande, le retour est considéré par les journalistes comme un signe de solidarité en période d'instabilité politique, en particulier à la lumière de la crise des migrations et des réfugiés en Méditerranée à la fin du printemps et été 2019.